# Eburões

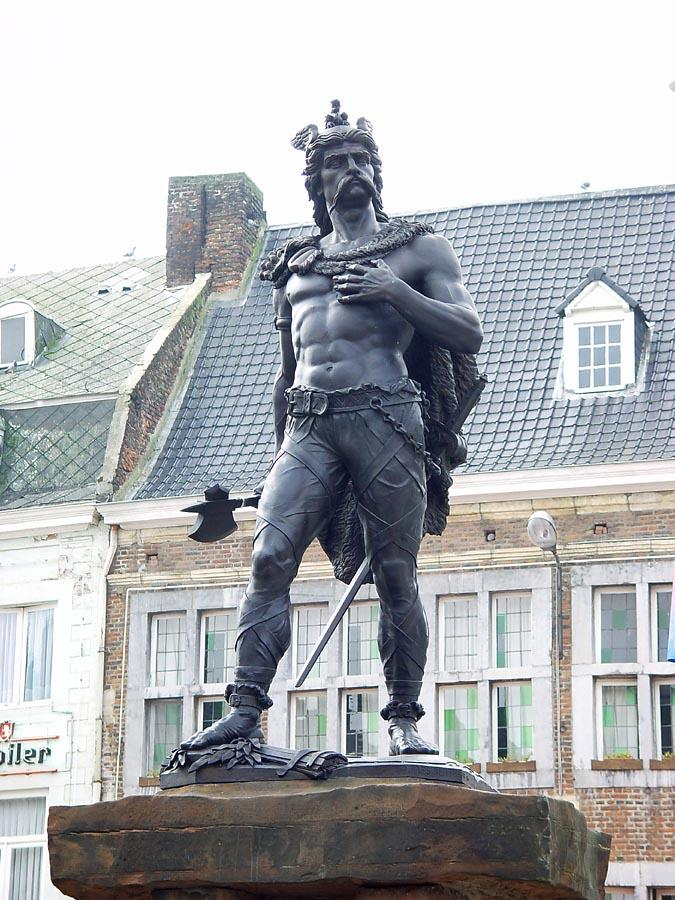
Uma estátua do século XIX de Ambiorix, príncipe dos Eburones (século I a.C.), em Tongeren, Bélgica.

Os eburões (do grego: Ἐβούρωνες, citado em Estrabão) foram um antigo povo belga, de origem germânica ou celta, que vivia na região norte da Gália, na Antiguidade. Viviam principalmente entre os rios Reno e Maas, a leste dos menápios, numa área se tornou posteriormente parte da província romana da Germânia Inferior. Segundo Júlio César, os condrúsios, eburões, cerésios e pemânios eram conhecidos pelo nome único de Geramni. Quando os tencteros e usípetes, tribos germânicas, cruzaram o Reno para além da Germânia, em 55 a.C., enfrentaram primeiro os menápios, e então avançaram para dentro dos territórios dos eburões e dos condrúsios, que tinham estabelecido alguma espécie de dependência política sobre os tréviros. Durante as Guerras Gálicas, Júlio César com suas legiões, invadiu a Germânia Inferior e os eburões foram completamente dizimados.
Sabe-se que viviam da colheita pois César relata que em 54 a.C., após a conquista da Gália (em 57 a.C.), suas tropas, necessitando urgentemente de alimentos, recorreram aos campos dos eburões — que, relutantes pelo fato de sua colheita naquele período não ter sido boa, negaram-se a ceder com medo de virem a sentir fome. César então ordenou que campos fossem feitos ao lado dos campos dos eburões, o que gerou revolta.
Através dos relatos de César em sua obra a respeito da guerra, De Bello Gallico, sabe-se também que eram bons e valentes guerreiros; neste texto ele também escreveu a famosa linha: "De todos os gauleses, os belgas são os mais bravos". ("[…] Horum omnium fortissimi sunt Belgae […]").
Os eburões foram governados por Ambiorix. 